# (19926) 1979 YQ
1979 واي كيو (ويعرف أيضًا باسم (19926) 1979 واي كيو وفق تسمية الكوكب الصغير) (بالإنجليزية: 1979 YQ)‏ هو كويكب ضمن حزام الكويكبات؛ وترتيبه 19926 من حيث الاكتشاف.
اكتُشف هذا الجُرم الفلكي بواسطة هنري ديبهون في 17 ديسمبر 1979.

## وصلات خارجية
- (19926) 1979 YQ في قاعدة بيانات مختبر الدفع النفاث لأجرام النظام الشمسي الصغيرة

- الاكتشاف · مخطط المدار ·  العناصر المدارية · المعلمات المادية

- (19926) 1979 YQ على موقع ويكي سكاي: DSS2, SDSS, GALEX, IRAS, Hydrogen α, X-Ray, Astrophoto, Sky Map, Articles and images